# Polynoe pallidula
Polynoe pallidula är en ringmaskart som beskrevs av Grube 1876. Polynoe pallidula ingår i släktet Polynoe och familjen Polynoidae. Inga underarter finns listade i Catalogue of Life.